# Régis de Cacqueray
Pour les articles homonymes, voir Cacqueray.
Pour les autres membres de la famille, voir Famille de Cacqueray.
Régis de Cacqueray-Valménier, connu aussi sous le nom de Père Joseph d'Avallon (O.F.M. Cap.), né le 30 juillet 1967 à Avallon, est un prêtre catholique traditionaliste français. Ordonné par Licinio Rangel en 1992, puis nommé supérieur du district de France de la Fraternité sacerdotale Saint-Pie-X fondée par Marcel Lefebvre, de 2002 à 2014. Il quitte la FSSPX en 2014 pour rejoindre les Capucins de Morgon. Il est aussi, depuis 2018, l'un des aumôniers de l'institut Civitas.

## Biographie
Il est issu d'une famille de neuf enfants. La famille de Cacqueray appartient à la noblesse française et elle est originaire de la Normandie. Il est un oncle de Marc de Cacqueray-Valmenier, militant néofasciste, fondateur du groupuscule d'extrême droite Zouaves Paris.
En 2002, Régis de Cacqueray est nommé à la charge de chef du district français de la Fraternité sacerdotale Saint-Pie-X. En septembre 2005, il exclut l'abbé Philippe Laguérie de la FSSPX, ce dernier ayant refusé une mutation au Mexique, ordonnée à titre de sanction au regard de son comportement. En effet, Philippe Laguérie a critiqué la formation au séminaire d'Écône, dénonçant une « sévérité incroyable » de Benoît de Jorna, supérieur du séminaire, qui décourage les séminaristes.
En tant que supérieur du district de France de la Fraternité sacerdotale Saint-Pie-X (FSSPX), il s'investit en de nombreuses activités ; notamment en menant des prières devant l'Assemblée nationale en guise d'opposition au mariage homosexuel, accompagné par l'association Civitas.
Le 15 août 2014, Régis de Cacqueray quitte la Fraternité Saint-Pie-X pour entrer dans l'ordre des capucins de Morgon, dans le Rhône.
Depuis l'été 2018, il est également l'un des aumôniers nationaux du parti politique Civitas et l'un des chroniqueurs de la revue homonyme.